# Patrick Obrist (Unihockeyspieler)
Patrick Obrist (* 28. Juni 1994) ist ein Schweizer Unihockeyspieler auf der Position des Verteidigers. Obrist steht beim Nationalliga A-Verein UHC Waldkirch-St. Gallen unter Vertrag.

## Karriere
Obrist durchlief alle Stationen der Juniorenabteilung der Kloten-Bülach Jets. Während der Saison 2014/15 amtete Obrist zudem als Captain der U21B.
Zur Saison 2015/16 wechselte der Zürcher zum UHC Waldkirch-St. Gallen.
Nach einer Saison in der Ostschweiz verliess er den Verein in Richtung Zürich. Er schloss sich dem UHC Elch Wangen-Brüttisellen, einem Team der 2. Liga, an.
Seit 2018 spielt er für den UHC Glattal Falcons.